# Euro-Mediterranean Human Rights Monitor
 (mars 2024).
L'Euro-Mediterranean Human Rights Monitor (en français : « Observatoire euro-méditerranéen des droits de l'homme »), communément appelé Euro-Med Monitor et parfois Euro-Med HRM, est une organisation indépendante à but non lucratif pour la protection des droits de l'homme, basée à Genève en Suisse,. 
Son principal objectif est de sensibiliser aux droits de l'homme en Europe et dans la région Méditerranée-Afrique du Nord et d'inciter la communauté internationale à prendre des mesures à l'encontre des auteurs de violations des droits de l'homme.
Richard Falk, ancien rapporteur spécial des Nations unies sur la situation des droits de l'homme dans les territoires palestiniens occupés depuis 1967, préside[Depuis quand ?] le conseil d'administration de l'Observatoire euro-méditerranéen des droits de l'homme.
Son fondateur, Ramy Abdu, était le directeur adjoint et le responsable du bureau palestinien du Council for European Palestinian Relations (en), une organisation belge à but non lucratif accusée par Israël de représenter le Hamas en Europe,. Le site Conspiracy Watch relève qu’il a célébré à plusieurs reprises les attaques du 7 octobre sur le réseau social X, et qu’il a relayé une publication négationniste qualifiant les violences sexuelles commises par le Hamas lors des attaques de « mensonges fabriqués ». 

## Accusation de vol d'organes par l'armée israélienne
En novembre 2023, Euro-Med Human Rights Monitor exprime des préoccupations concernant un possible vol d'organes par l'armée israélienne sur des cadavres palestiniens à Gaza, à la suite de rapports de professionnels de santé locaux ayant constaté l'absence d'organes vitaux sur certains corps après leur restitution par Israël. L'ONG appelle à une enquête internationale indépendante pour vérifier ces accusations. Israël nie ces allégations, les qualifiant d'antisémites. Conspiracy Watch estime que ces allégations sont invérifiables et s'inscrivent dans une longue histoire de rumeurs similaires.